# Pales lateralis
Pales lateralis là một loài ruồi trong họ Tachinidae.